# 米沢英雄
米沢 英雄（よねざわ ひでお、1909年〈明治42年〉5月31日 - 1991年〈平成3年〉3月3日）は、日本の医師、浄土真宗の伝道者。
福井県福井市生まれ。旧制第四高等学校文科を経て、日本医科大学を卒業。医学博士。開業医のかたわら、親鸞聖人の教えに深く帰依し、多数の著作、全国各地での法話・講演などで、多くの念仏者を生み出した。著述、講演による伝道者・実践者としての功績で1989年<平成元年>第23回仏教伝道文化賞を受賞。

## 著書
- 『魂の軌跡』　1960年　真宗大谷派事務所（'83 '86真宗大谷派宗務所出版部）
- 『今日の言葉 第3集』1960年1月　大谷派宗務所
- 『こころの底に 同朋叢書』1963年1月　真宗大谷派出版部
- 『人間とは何か』1963年3月　恵徳寺聞光会
- 『一人いて』1965年　文明堂
- 『文化の底にあるもの』1965年　大谷派本願寺小松教務所('78文明堂)
- 『人間性をさぐる』1965年3月　小松教区同明壮年連盟
- 『もう一人のあなたへ』1967年　文明堂
- 『生命の詩・生活の詩』　1968年　柏樹社
- 『文化と本願』1969年3月　名和会
- 『こころの詩 』1969年　黎明書房
- 『真実の自己を求めて　精神開発叢書』　1969年9月　富山市教育委員会　富山県教育委員会
- 『現代に忘れられたもの』1970年　文明堂
- 『人間成就』1970年　文明堂
- 『人間喪失と回復』1970年　大谷派三重教区
- 『近くて遠きもの』1970年　光専寺聞思会
- 『実存的空虚』1971年　文明堂
- 『一人のために』1971年　大谷派三重教務所
- 『こころの詩  続』1971年　黎明書房
- 『現代の病理と真宗』1973年　文明堂
- 『自力と他力の一致点』1973年　文明堂
- 『現代真宗名講話全集 36 超えて貫く』1974年9月　教育新潮社
- 『こころの詩 』1975年　名古屋　黎明書房
- 『詩と信仰』1975年1月　 名和会出版局
- 『信とは何か』1975年　柏樹社
- 『法蔵菩薩は何処に』編　1978年　大谷派三重教務所
- 『こころの詩』1978年6月　 中日新聞東京本社東京新聞出版局
- 『米沢英雄著作集　全8巻』1978年12月('85 新装版)　伯樹社
- 『游戯三昧』1979年5月　柏樹社
- 『浄土真宗とはなにか』1980年12月　文明堂
- 『親鸞という人 東本願寺伝道ブックス』米沢英雄、久保瀬暁明述　1980年11月　東本願寺出版部
- 『こころの詩』1983?年　東京新聞出版局
- 『歎異抄ざっくばらん』1982年3月　伯樹社
- 『大きな手のなかで』吉村かほる共著　1982年12月　樹心社
- 『弁財天』編　1983年7月　呼石公民館
- 『浄土の人民　東別院伝道叢書』共著　1983年3月　真宗大谷派名古屋別院教務部
- 『生かされて生きる』1983年9月　弥生書房
- 『宗教へのめざめ』1983年9月　 真宗大谷派宗務所出版部
- 『心の詩 第１集 大東名著選』1983年6月　大東出版社
- 『心の詩 第２集 大東名著選』1984年6月　大東出版社
- 『何故仏法を聞くのか 富山調理師専修学校叢書』1984年　富山調理師専修学校
- 『真宗 ２ 日曜講座講義録』　1984年9月　 真宗大谷派能登教区教化センター
- 『自然法爾』1984年12月　光雲社(星雲社)
- 『浄土真宗とは何か』1985年　大谷派三重教務所
- 『仏は私に何を下さるか』1985年　光雲社(星雲社)
- 『親鸞を生きる』1985年10月(新装版1997年)　彌生書房
- 『仏は私に何をくださるか』編　1985年12月　光雲社
- 『心の詩』1986年7月　光雲社(星雲社)
- 『心の詩 すでに道あり』1986年7月　光雲社(星雲社)
- 『心の詩 諸仏に囲まれて』1986年9月　光雲社(星雲社)
- 『何のために人間に生まれたか』1986年4月　真宗大谷派宗務所出版部
- 『親鸞聖人和讃身読記』1987年6月　星雲社
- 『諸仏と阿弥陀仏』198?年　了念寺同朋の会

## 法話カセットテープ
- 『浄土真宗とは何か』1984年　東本願寺
- 『無上方便』1986年11月　名古屋別院人生講座
- 『無上仏にならさしめんと』
- 『実相身と為物身』
- 『転悪成善』
- 『破闇満願』